# Rhodymenichthys dolichogaster
Rhodymenichthys dolichogaster är en fiskart som först beskrevs av Peter Simon Pallas, 1814.  Rhodymenichthys dolichogaster ingår i släktet Rhodymenichthys och familjen tejstefiskar. Inga underarter finns listade i Catalogue of Life.